# Sumerogramm
Als Sumerogramm bezeichnen Altorientalisten die Wortzeichen der Keilschrift, sobald sie in anderen Sprachen als dem Sumerischen verwendet werden. Die Sumerer, die die Keilschrift ursprünglich entwickelt hatten, schrieben die Wortstämme mit diesen Wortzeichen und nur die grammatischen Endungen und Vorsilben mit Silbenzeichen. Andere Keilschriftsprachen wie Akkadisch, Elamisch, Hurritisch, Urartäisch und Hethitisch übernahmen die Schrift von den Sumerern, schrieben aber vorwiegend auch die Wortstämme mit den Silbenzeichen. Für viele häufig auftretende Wörter kürzte man jedoch oft die Schreibung dadurch ab, dass man, ähnlich wie im Sumerischen, den Wortstamm mit dem sumerischen Wortzeichen gleicher Bedeutung schrieb. Das gleiche Zeichen muss dann in der jeweiligen Sprache gelesen werden. In der Altorientalistik wird zur Transliteration eines Wortzeichens auch in nicht-sumerischen Sprachen immer der sumerische Lautwert des betreffenden Wortes benutzt, was zu dem Terminus Sumerogramm geführt hat. Dabei wird das Zeichen in Großbuchstaben notiert.
Ein Beispiel: Das Keilschriftzeichen LÚ, ursprünglich das Abbild einer Person, notiert im Sumerischen ein Substantiv der Bedeutung „Mann, Person“ mit der vermuteten Aussprache lu. Dasselbe Zeichen wird auch in akkadischen Texten verwendet, wo es awīlum zu lesen ist (so das akkadische Wort für „Mann“), oder in hethitischen Texten für pešna- „Mann“ und für luwisch zīdi- „Mann“, und gilt in diesen Sprachen als Sumerogramm. In diesen Fällen wird es konventionell als LÚ transliteriert.
Die meisten Sumerogramme werden im Akkadischen verwendet; auch das Hethitische hat noch viele Sumerogramme, allerdings ausschließlich solche, die auch im kontemporären Akkadischen geläufig waren. In anderen Keilschriftsprachen wie Hurritisch und Elamisch ist das Inventar an verwendeten Sumerogrammen geringer. Im Sumerischen spricht man per definitionem nicht von Sumerogrammen, sondern einfach nur von Wortzeichen.
Man kann den Terminus Sumerogramm aus moderner linguistischer Sicht als unsauber empfinden, weil er nicht zur synchronen Beschreibung des Schriftsystems einer Sprache dient, sondern ein Zeichen in einer Sprache nach dem Kriterium klassifiziert, welche Funktion es in einer anderen Sprache – nämlich dem Sumerischen – hat. Ein linguistisch befriedigenderer Terminus für weitgehend dieselbe Zeichenklasse, jedoch allgemeiner, ist Logogramm bzw. Wortzeichen.

## Belege
1. ↑  Johann Tischler: Hethitisches Handwörterbuch (= Innsbrucker Beiträge zur Sprachwissenschaft. Band 102). 2., vermehrte und verbesserte Auflage. Institut für Sprachen und Literaturen der Universität, Innsbruck 2008, ISBN 978-3-85124-712-1. Seite 269